# Carlos Jorge
Carlos Jorge Camacho Dantas, noto semplicemente come Carlos Jorge (Funchal, 8 novembre 1966), è un ex calciatore portoghese, di ruolo difensore.

## Carriera

### Club
Prodotto del vivaio del Marítimo, vanta con i madeirensi più di 300 partite ufficiali.

### Nazionale
Conta 4 presenze e 2 reti con la nazionale giovanile portoghese.